# دارسالام (تانسیلا)
دارسالام شهری در شهرستان تانسیلا در استان بانوا در بورکینافاسوی غربی است و جمعیت آن ۱,۱۰۷ نفر است.